# Quilmes
Quilmes é uma cidade localizada na costa do Rio da Prata, na província de Buenos Aires, Argentina. Com uma população de 575.642 habitantes, é a capital do Partido de Quilmes. Fica localizada a 16 km a Sul da cidade de Buenos Aires. A atual intendenta do município de Quilmes é Mayra Mendoza.
O nome da cidade provém de uma tribo indígena que vivia perto de Tucumán. No século XVII, após uma sangrenta revolta contra os colonos espanhóis, os quilmes foram obrigados a mudar-se para uma redução perto de Buenos Aires, onde podiam ser controlados pelas autoridades. Esta viagem de 1000 km foi feita a pé, causando centenas de mortes. A redução foi abandonada em 1810, por se ter tornado uma cidade fantasma. A terra foi então dividida em parcelas e a cidade criada. No entanto os indios quilmes não desapareceram e recentemente pleiteiam junto ao governo argentino a sua volta a terra ancestral, a 'cidade sagrada', conhecida nos roteiros turísticos como 'ruínas quilmes', importante sítio arqueológico de Tucumán.
Durante a primeira invasão em 1806, as tropas inglesas provenientes de Montevidéu chegaram primeiro a Quilmes, tendo depois prosseguido para Buenos Aires.
Existem na cidade dois clubes de futebol: o Quilmes Atlético Club, fundado no século XIX pelos ingleses, e o Club Atlético Argentino de Quilmes, fundado mais tarde por argentinos que não estavam autorizados a jogar no QAC. Encontram-se ambos entre os clubes mais antigos da Argentina.
A cidade dá o seu nome à famosa Cerveza Quilmes, tendo sido o primeiro local onde esta foi produzida.

## Geminações
- San Mauro Castelverde, Itália
- Nanchang, China